# Ken'ya Akiba
Ken'ya Akiba (秋葉 賢也, Akiba Ken'ya, né le 3 juillet 1962) est un homme politique japonais, membre du Parti libéral-démocrate, élu à la Chambre des représentants de la Diète.
En août 2022, il devient ministre de la Reconstruction, ministre chargé de la Coordination générale des mesures de réhabilitation consécutives à l’accident nucléaire de Fukushima.
Originaire de la Préfecture de Miyagi, il est ancien étudiant de l'Université Chūō et a aussi un master de l'Université du Tōhoku. Il a servi trois termes à l’assemblée régionale de la Préfecture de Miyagi à partir de 1995 et est élu pour la première fois au parlement national en 2005.
Il est contraint de démissionner du gouvernement en décembre 2022 après avoir reconnu que son épouse et sa mère avaient perçu, durant des années, des fonds de groupes politiques sous la forme de paiements de loyer. Il lui est aussi reproché d'avoir rémunéré illégalement des assistants.

## Famille
Le grand-père de Ken'ya Akiba est mort pendant la Seconde Guerre mondiale.